# Scopula phyxelis
Scopula phyxelis là một loài bướm đêm trong họ Geometridae.